# Mentální reprezentace
Mentální reprezentace ve filosofii mysli, kognitivní psychologii, neurovědě a kognitivní vědě je hypotetický vnitřní kognitivní symbol, užívaný jako reprezentace vnější reality světa nebo také je takto označován mentální proces pracující s těmito symboly. Tento formální systém vytváří konkrétní podobu určitých subjektů nebo určitého typu informací. Sedláková definuje pojem mentální reprezentace jako konečný výsledek kódování informací, jež je v případě dispoziční mentální reprezentace uložený v paměti, anebo je v případě aktuální reprezentace součástí toku uvědomovaných informací.

## Definice pojmu
V knize Vybrané kapitoly z Kognitivní psychologie nalezneme rozbor slova reprezentace skládající se z předpony re- (opět, znovu) a latinského praesento,-are zpřítomniti, představovati. V této souvislosti si reprezentaci můžeme představit, jako zpřítomnění, opětovné zobrazení (Sedláková, 2004, str. 43). Slovo mentální znamená mající vztah k mysli, vytvořené nebo existující v mysli.

## Vznik myšlenky
V současné filosofii v oblasti metafyziky stejně jako například ve filosofii mysli a ontologii je mentální reprezentace jednou z převládajících cest vysvětlení a popisu původu myšlenky.
Mentální obsahy vzniklé reprezentací, jsou obrazy jevů, věcí, které aktuálně nepůsobí na naše vnímání. Jsou v mysli promítané, jako obrazy předmětů, událostí a prostředí, ve kterém se příběh odehrál. Ukažme si to na příkladu, kdybyste byli požádáni rozpomenout se na oslavu narozenin, pravděpodobně byste si pamatovali účastníky, místo, kde se oslava odehrála a věci, které jste tam viděli a pravděpodobně i vůně, které jste tehdy cítili. Tyto vůně ve chvíli rozpomínání nepůsobí na vaše smysly ani už nehledíte na ty věci, které tam byly, ale jste schopni si to představit.
Mentální reprezentace (nebo mentální obraznost) také umožňuje reprezentaci věcí, které jsme nikdy neprožili stejně jako věcí, které nikdy neexistovaly. Představte si, že cestujete na místo, kde jste ještě nikdy před tím nebyli nebo si představte, že máte o jeden palec více. Tyto věci se nikdy nestaly a není ani možné, aby se uskutečnily, přesto nám náš mozek a mentální představivost nám umožňují si je představit. Přestože naše vizuální představivost nám spíše dovolí, abychom se na něco rozpomněli, mentální představivost může zahrnovat reprezentace v kterýchkoli smyslových orgánech, jako například ve sluchu, čichu nebo chuti. Kosslyn navrhuje, že některé obrazy pomáhají vyřešit určité typy problémů. Jsme schopni vizualizovat předměty, když se nás někdo na ně zeptá a mentálně je reprezentovat (propojit) v různé obrazy, abychom vyřešili složité otázky.

## Reprezentace schopnost a reprezentační teorie mysli
Reprezentace schopnost je hlavní cesta umožňující přístup k vnější realitě. Další převažující filosofická teorie říká, že koncepty jsou zcela abstraktní objekty.
Reprezentativní teorie mysli se pokouší vysvětlit původ myšlenek, konceptů a jiných mentálních obsahů v současné filosofii, filosofii mysli, kognitivní vědě a experimentální psychologii. V kontrastu k naivním teoriím neboli přímému realismu, reprezentativní teorie mysli předpokládá, že aktuální existence mentálních reprezentací, které se účastní jako zprostředkovatelé mezi pozorováním subjektu a objektem samým, zpracovává nebo jiné subjekty získané ve vnějším prostředí. Tito zprostředkovatelé slouží k reprezentaci objektů vnějšího světa mysli.
Na příklad, když někdo přichází a má dojem, že by podlaha potřebovala zamést, reprezentativní teorie mysli navrhuje, že on nebo ona formuje mentální reprezentaci, která popisuje podlahu a její stav.
Samotný pojem reprezentace se pravděpodobně poprvé objevuje ve filosofii Immanuela Kanta.
Podle jeho teorie existuje vnější realita nezávisle na lidské mysli, jež k ní nemá přímý přístup.
Lidská mysl poznává reálný svět jen zprostředkovaně, podobu reality konstruuje kombinací
senzorických dat a reprezentací objektů (Marková, 2003).
Myšlenku reprezentativní teorie můžeme nalézt již u Thomase Hobbese, který používal termín myšlenka, fantasie, koncept a reprezentace. Koncept mentálních obsahů byl také dominantním tématem v klasickém empirismu, pojem reprezentace se poprvé objevuje ve filosofii Immanuela Kanta. Pojem mentální reprezentace tehdy byly obrazy (často nazývané myšlenky nebo nápady) objektů nebo reprezentace určitých situací.
Moderní přívrženci, jako například Jerry Fodor, Steven Pinker a mnoho dalších se domnívají, že systém reprezentací se skládá spíše z vnitřního monologu myšlenek. Obsah myšlenek je reprezentován v symbolických strukturách, které jsou analogické k přirozeným jazykům, ale na mnohem abstraktnější úrovni, ovládající syntax a sématiku stejným způsobem, jako přirozený jazyk.